# Koreyoshi Kurahara
Koreyoshi Kurahara (Kuching, 31 maggio 1927 – Yokohama, 28 dicembre 2002) è stato un regista e sceneggiatore giapponese, principalmente noto in occidente per il documentario ecologico Antarctica (Nankyoku Monogatari) (1983). È stato anche co-regista, con Roger Spottiswoode, del film TV Hiroshima.

## Biografia
Nipote del critico letterario Korehito Kurahara, e fratello del regista Koretsugu Kurahara, suo figlio Jun Iwasaki, un ex produttore (Ishihara International Productions Inc), è attualmente segretario politico di Nobuteru Ishihara
Koreyoshi Kurahara nacque nella città di Kuching, capitale amministrativa di Sarawak, uno dei due stati della Malaysia orientale. Studiò alla Nihon University College of Art ove si laureò nel 1952. Entrò a far parte della Shochiku di Kyoto e lavorò come assistente regista. Passò al Nikkatsu nel 1954, lavorando principalmente in qualità di assistente del direttore Eisuke Takizawa. 
Fece il suo debutto nel 1957 con Ore wa matteru ze su soggetto di Shintarô Ishihara, per il quale ebbe il riconoscimento per il suo coraggioso lavoro alla fotografia. Nel 1967, diresse i film Safari 5000 (Eiko e no 5,000 kiro), The Glacier Fox (Kita-kitsune monogatari) (1978), La porta della gioventù (Seishun no mon) (1981) e Umi e, See You (1988).

## Antarctica
Nel 1983 il suo film Antarctica (Nankyoku Monogatari) (1983) ha avuto un incasso di 5,9 miliardi di yen e, detenne il record nazionale fino a quando non venne superato da Hayao Miyazaki con il film  Princess Mononoke nel 1997. Del film nel 2006 è stato fatto il remake dalla Disney 8 amici da salvare (Eight Below) con Paul Walker, Kurahara, seppure già deceduto, è accreditato della sceneggiatura del film.

## Filmografia

### Regista

#### Cinema
- Sutoroberi rodo (1991)

### Televisione
- Hiroshima – film TV (1995)